# Izabela Grabowska

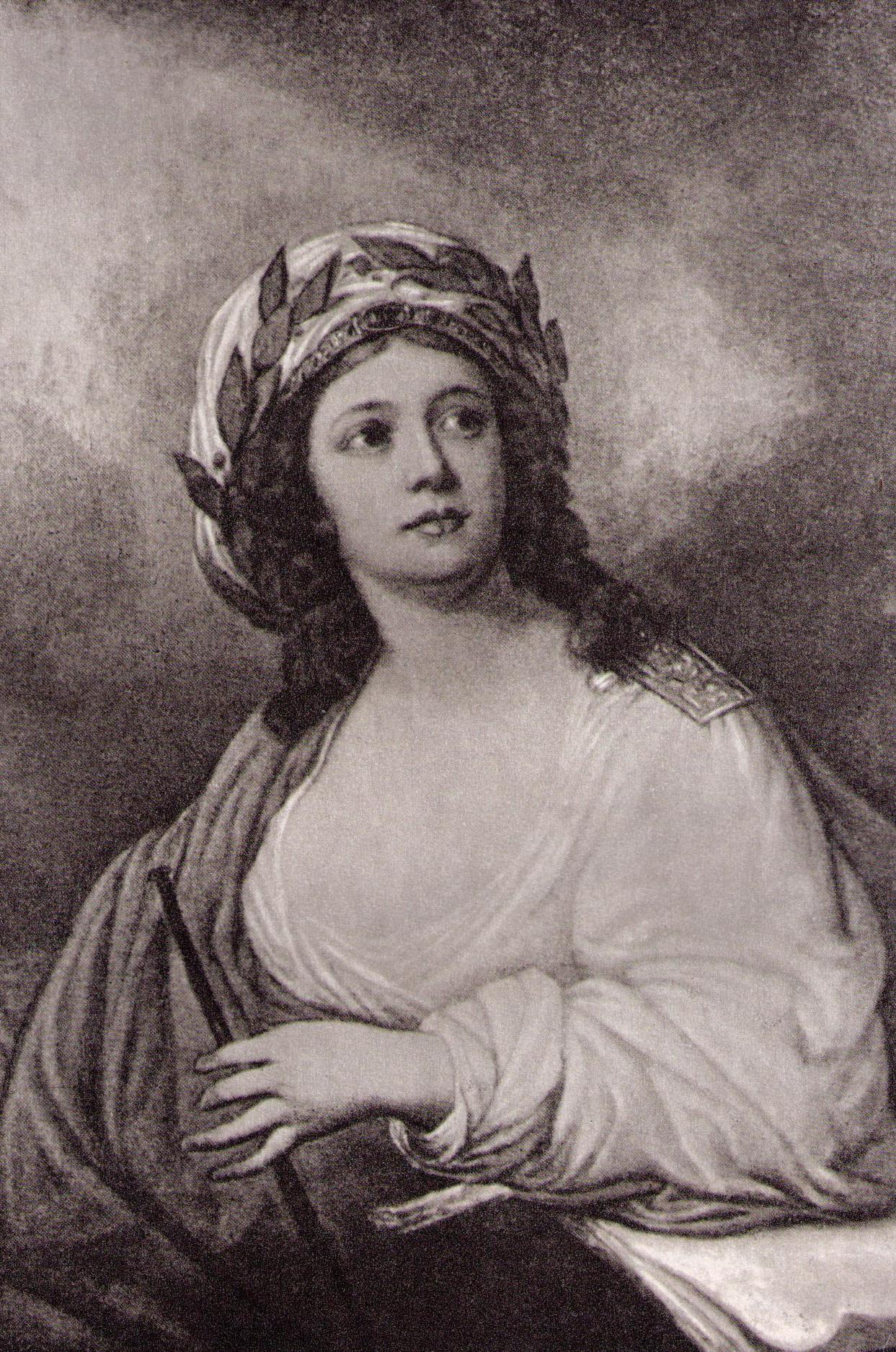
Izabela Sobolewska jako Sybilla, Józef Maria Grassi

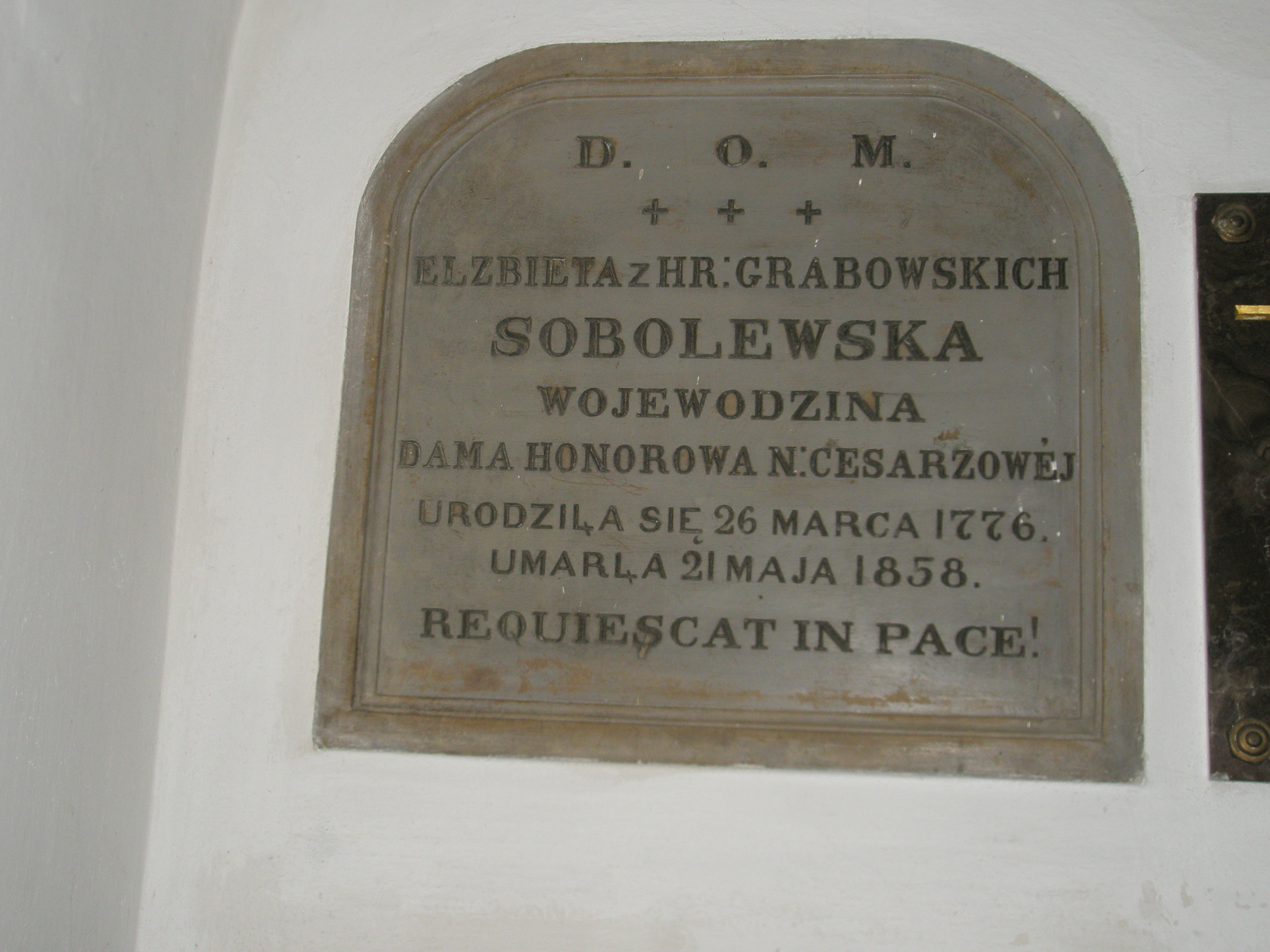
Tablica nagrobna Izabeli Sobolewskiej w bazylice mniejszej Świętego Krzyża w Warszawie

Izabela Elżbieta z Grabowskich Sobolewska (ur. 26 marca 1776, zm. 21 maja 1858 w Warszawie) – polska arystokratka, najprawdopodobniej nieślubna córka króla polskiego Stanisława Augusta Poniatowskiego i jego kochanki, a następnie być może morganatycznej żony Elżbiety Grabowskiej.

## Życiorys

### Pochodzenie
Z napisu umieszczonego na tablicy nagrobnej w bazylice Świętego Krzyża w Warszawie wynika, że Elżbieta z Grabowskich Sobolewska urodziła się 26 marca 1776. Zgodnie z panującą w XVIII wieku w Polsce modą Elżbieta używała imienia Izabela (Izabella) – wersji swojego imienia, która upowszechniła się w Polsce razem z kulturalnymi wpływami francuskimi. Oficjalnie uchodziła za córkę generała lejtnanta wojsk koronnych Jana Jerzego Grabowskiego. Przypuszcza się, iż w rzeczywistości była nieślubnym dzieckiem jego żony Elżbiety z Szydłowskich Grabowskiej, pochodzącym ze związku z królem Polski Stanisławem Augustem Poniatowskim. Imię Izabela otrzymała zapewne na cześć siostry swojego biologicznego ojca, Izabeli, wdowy po wojewodzie krakowskim Janie Klemensie Branickim. Izabela miała czworo rodzeństwa: siostrę Aleksandrę, żonę Franciszka Salezego Krasickiego, generała wojsk polskich Księstwa Warszawskiego Michała, marszałka wołkowyskiego Kazimierza oraz Stanisława, ministra oświaty i wyznań w Królestwie Kongresowym.
Izabela i jej rodzeństwo wychowywani byli w wierze katolickiej, którą wyznawała ich matka, chociaż ojciec był wyznawcą kalwinizmu. Edukacją Izabeli zajmowała się nauczycielka francuskiego pochodzenia, a do grona jej przyjaciółek należała między innymi Krystyna Magdalena Radziwiłłówna, córka założycielki romantycznego ogrodu Arkadii Heleny z Przezdzieckich Radziwiłłowej.

### Małżeństwo z Walentym Sobolewskim
Na początku 1795 Izabela Grabowska z woli swej matki Elżbiety została zaręczona z królewskim sekretarzem i starostą warszawskim Walentym Faustynem Sobolewskim, synem kasztelana warszawskiego Macieja Leona Sobolewskiego i siostry matki Izabeli, Ewy Szydłowskiej. Ze względu na bliskie pokrewieństwo przyszłych małżonków król Stanisław August Poniatowski zlecił w lutym 1795 włoskiemu duchownemu Gaetanowi Ghigiottiemu uzyskanie papieskiej dyspensy. Do zawarcia związku małżeńskiego doszło 1 października 1795 w Warszawie. Po ślubie małżonkowie zamieszkali w Pałacu Branickich w Warszawie, znajdującym się w pobliżu kościoła Świętego Krzyża. 14 października 1796 Izabela Sobolewska urodziła pierwszą córkę, Teresę Laurę Józefę, która następnego dnia została ochrzczona w kościele Świętego Krzyża. Najstarsze dziecko Sobolewskich umarło 5 września 1798 na ospę. W tym samym roku przyszła na świat druga córką Izabeli i Walentego, Aleksandra Laura, która w 1825 wyszła za mąż za hrabiego Józefa Ignacego Kwileckiego. Trzecia córka, urodzona 30 marca 1800 Kwiryna Paulina, zmarła 10 maja 1812 i została pochowana obok swojej starszej siostry na Cmentarzu Świętokrzyskim.
Według przekazu pamiętnika spokrewnionej z Izabelą Natalii Kickiej, Sobolewscy w latach 1803–1804 udzielili schronienia przyszłemu królowi Francji Ludwikowi XVIII, gdy zmuszony do tego przez Dyrektoriat przebywał na emigracji. Po powstaniu Księstwa Warszawskiego mąż Izabeli został członkiem powołanej dekretem cesarza Francuzów Napoleona I Komisji Rządzącej. Izabela często bywała wówczas na organizowanych na cześć cesarza balach, prowadziła również wieloletnią korespondencję z jego polską kochanką Marią Walewską. Gdy 28 maja 1810 zmarła matka Izabeli, Elżbieta, Sobolewska wraz z rodzeństwem wystawiła jej nagrobek na Cmentarzu Świętokrzyskim w Warszawie.
W maju 1829, przed koronacją cesarza Rosji Mikołaja I Romanowa i jego małżonki Aleksandry Fiodorowny na króla i królową Polski, małżonkowie Sobolewscy organizowali w Pałacu Namiestnikowskim na Krakowskim Przedmieściu rauty dla przedstawicieli arystokracji i inteligencji Królestwa Polskiego, w których uczestniczyli między innymi dramaturg Julian Ursyn Niemcewicz i historyk Joachim Lelewel. 18 maja 1829 Izabela Sobolewska brała udział w odbywającym się na Zamku Królewskim w Warszawie przyjęciu na cześć cesarza, na którym została mianowana damą honorową cesarzowej. 4 czerwca 1831 zmarł mąż Izabeli, po którym Sobolewska otrzymała dożywocie na połowie majątku Młochów.

### Dalsze losy
Po śmierci małżonka Izabela zamieszkała wraz ze swoją szwagierką Marianną z Sobolewskich Gutakowską i jej synową Gabrielą Zabiełłową w Pałacu na Grzybowie. Wycofała się z życia publicznego, pojawiając się tylko sporadycznie na oficjalnych uroczystościach jako dama portretu Świętej Katarzyny. Według wspomnień Natalii Kickiej do końca życia Izabela ubierała się w stroje modne w czasach jej młodości: ogromne szare kapelusze, fałdziste kołnierzyki oraz wąskie suknie. 28 grudnia 1843 zmarła współlokatorka Izabeli, Marianna Gutakowska. 26 maja 1856 Izabela Sobolewska pojawiła się na przyjęciu urządzonym dla następcy cesarza Mikołaja I, Aleksandra II Romanowa, z którym jako dama honorowa poprzedniej cesarzowej tańczyła poloneza w pierwszej parze.
Izabela Elżbieta z Grabowskich Sobolewska zmarła 21 maja 1858 w Pałacu na Grzybowie. Została pochowana 26 maja 1858 w podziemiach kościoła Świętego Krzyża, gdzie wcześniej został pochowany jej mąż Walenty Sobolewski i brat Stanisław Grabowski. Po śmierci Izabeli Gabriela Zabiełłowa wyprowadziła się z Pałacu na Grzybowie, który aktem darowizny przekazała na rzecz Zgromadzenia Księży Misjonarzy. W miejscu dawnej posiadłości w 1861 rozpoczęto budowę kościoła Wszystkich Świętych.
Znane są dwa portrety Sobolewskiej pędzla Józefa Grassiego. Pierwszy z nich znajduje się w Muzeum Narodowym w Poznaniu, zaś drugi, przedstawiający Izabelę jako Sybillę, w Muzeum Narodowym w Warszawie.